# Das Geheimnis des Vulkans
Das Geheimnis des Vulkans ist ein US-amerikanischer Stummfilmwestern aus dem Jahr 1927 von Benjamin Stoloff mit Tom Mix in der Hauptrolle. Das Drehbuch basiert auf einer Originalstory von Harry Sinclair Drago.

## Handlung
Cowboy Tom Tracey konstruiert ein Flugzeug, das bei seinem ersten Flug statt abzuheben um die Ranch rollt und allgemeines Chaos anrichtet, darunter die Zerstörung des Autos von Sheila Blaine, einer Autorin aus der Stadt, die auf der Suche nach Lokalkolorit ist. Infolgedessen verliert Tom seinen Job und wird zum Sheriff in einer Stadt ernannt, deren bisherige Gesetzeshüter nichts gegen eine Bande von Desperados ausrichten konnten. Er entdeckt ihr Versteck in den Hügeln in der Nähe eines ruhenden Vulkans. Als Sheila von der Bande gefangen genommen wird, kämpft er gegen den Oberschurken. Er und Sheila entkommen mit Hilfe eines Flugzeugs der Lava eines Vulkanausbruchs.

## Veröffentlichung
Die Premiere des Films fand am 2. Oktober 1927 statt. 1928 kam er in Österreich in die Kinos.